# Galactia sparsiflora
Galactia sparsiflora là một loài thực vật có hoa trong họ Đậu. Loài này được Standl. & Steyerm. miêu tả khoa học đầu tiên.